# Maxmilián Karel z Löwenstein-Wertheimu
Maxmilián Karel kníže z Löwenstein-Wertheimu (německy Maximilian Karl Albert Reichsfürst von Löwenstein-Wertheim-Rochefort, 15. července 1656 Rochefort – 26. prosince 1718 Milán) byl německý šlechtic, diplomat a státník ve službách Habsburků. Od mládí se uplatňoval v diplomacii, vynikl především během války o španělské dědictví, kdy byl správcem okupovaného Bavorska (1704–1714). V roce 1711 byl povýšen na říšského knížete a byl zástupcem císaře u říšského sněmu. Svou kariéru završil jako místodržitel v Miláně (1717–1718). Zakoupil majetek v západních Čechách (Bezdružice), který jeho potomstvu patřil až do 20. století.

## Životopis

Erb rodu Löwenstein-Wertheim-Rochefort

Pocházel ze starého šlechtického rodu Löwensteinů, který má původ v morganatickém manželství falckého kurfiřta Fridricha I. a jeho milenky Kláry Tottové. Patřil k hraběcí linii Löwenstein-Wertheim-Rochefort, narodil se jako nejstarší syn do početné rodiny říšského dvorního rady Ferdinanda Karla z Löwensteinu (1616–1672) a jeho manželky Anny Marie, rozené Fürstenbergové (1634–1705).
Maxmilián Karel měl třináct sourozenců, z nichž bratři František Leopold (1661–1682), Ferdinand Heřman (1663–1684) a Vilém (1669–1695) zemřeli ve vojenských službách, další bratr Jan Arnošt (1667–1731) byl biskupem v Tournai. V době úmrtí otce byl ještě nezletilý a část mládí strávil ve Francii pod poručnickou správou svého strýce, štrasburského arcibiskupa Františka Egona z Fürstenbergu. 
V roce 1679 vstoupil do služeb Habsburků, krátce sloužil v armádě, poté působil u dvora ovdovělé císařovny Eleonory Gonzagové a byl kapitánem císařské tělesné gardy.

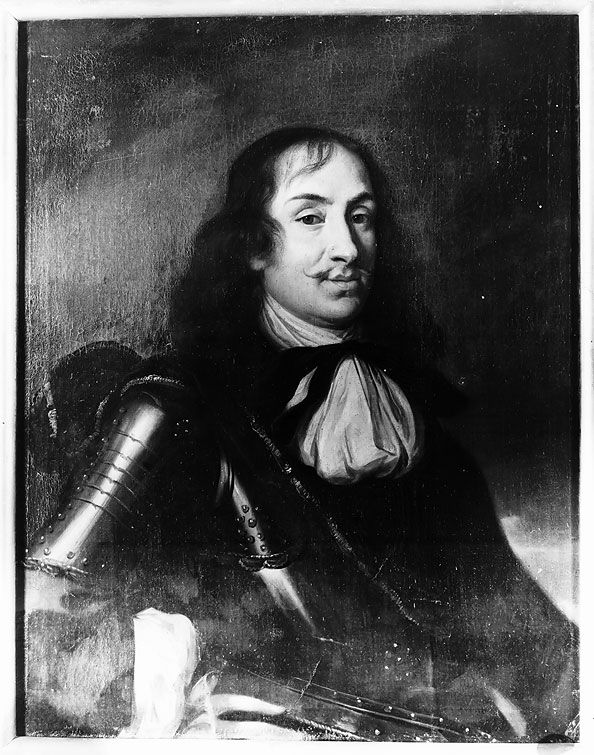
Maxmiliánův otec hrabě Ferdinand Karel z Löwenstein-Wertheim-Rochefortu

V roce 1684 byl jmenován členem říšské dvorní rady, poprvé se jejího zasedání zúčastnil o dva roky později. Poté se uplatnil jako diplomat a v roce 1697 byl jmenován císařským tajným radou. Od roku 1699 byl císařským zplnomocněncem v Horním Porýní, zájmy císaře zastupoval také ve Frankfurtu nebo u arcibiskupa v Trevíru.
Na počátku války o španělské dědictví chtěly menší říšské státy zachovat neutralitu a právě Löwenstein se zasloužil o to, že některé z nich přistoupily ke spojenectví s Habsburky. Během války byl v roce 1704 jmenován správcem v Horní Falci a po bitvě u Höchstädtu (1704) se stal administrátorem v obsazeném Bavorsku (pro tuto funkci byl původně zvažován Jan Václav Vratislav z Mitrovic. Jeho úkolem bylo ekonomicky zapojit Bavorsko do chodu císařské armády, což se mu dařilo. Zvyšování daní vyvolalo selské povstání, s nímž se Löwenstein vypořádal za pomoci armády. Správcem Bavorska zůstal až do roku 1714.

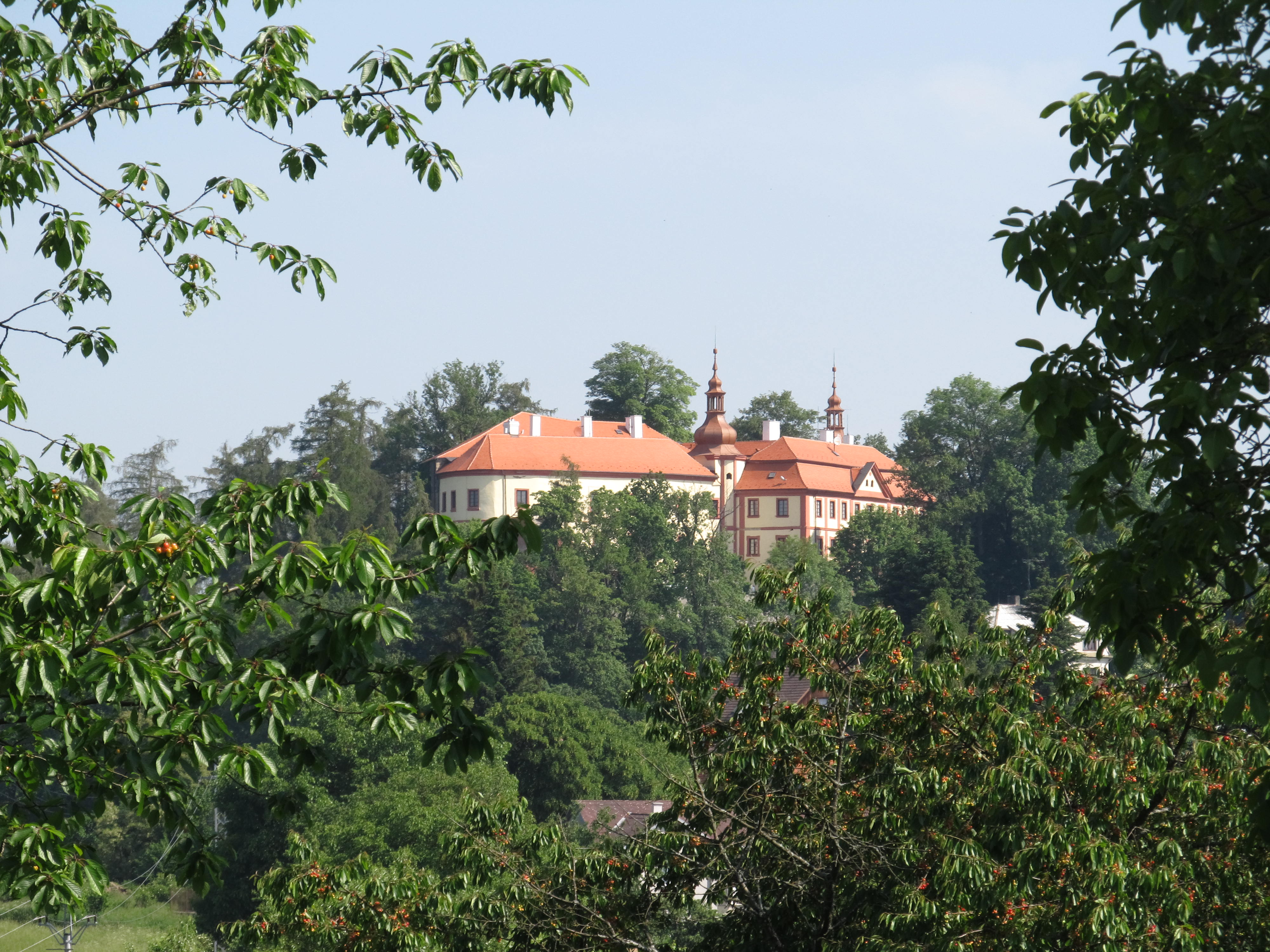
Zámek Bezdružice, majetek rodu od roku 1712

V roce 1711 byl císařem Josefem I. povýšen na říšského knížete (původně jen pro svou osobu, o rok později byla platnost titulu Karlem VI. rozšířena na celou rodinu, což znamená, že ostatní členové rodu byli princové a princezny). V letech 1712–1716 zastával funkci hlavního (principálního) komisaře u říšského sněmu. V závěru války o španělské dědictví se zúčastnil mírových jednání a správu Bavorska předal v roce 1714 zpět kurfiřtovi Maxmiliánu Emanuelovi. 
Nakonec byl v letech 1717–1718 místodržitelem, respektive generálním guvernérem v Milánském vévodství, které se stalo součástí habsburského soustátí v důsledku války o španělské dědictví. V této funkci měl podpořit císařskou armádu za války čtverné aliance, nepodařilo se mu ale zabránit obsazení Sardinie španělskými vojsky. V Miláně nechal postavit nové divadlo na místě původní budovy vyhořelé v roce 1705.
Zemřel 26. prosince 1718 ve věku 62 let v Miláně, kde je také pohřben, pouze srdce bylo převezeno do rodové hrobky ve Wertheimu.

### Manželství a rodina

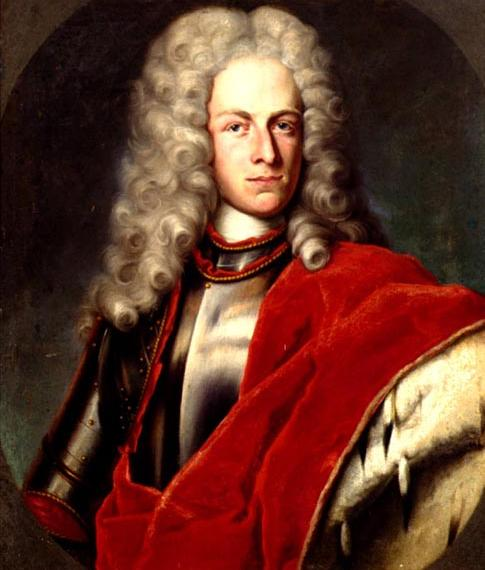
Maxmiliánův syn a dědic Dominik Markvart, 2. kníže z Löwensteinu (1690–1735)

V době vstupu do služeb Habsburků se v roce 1678 v Innsbrucku oženil s hraběnkou Marií Polyxenou Khuenovou z Belasy (1658–1712), dcerou diplomata hraběte Matyáše Khuena z Belasy. Z jejich manželství pocházelo deset dětí, z nichž dospělosti se dožilo jen pět, dva synové a tři dcery: 
- Marie Terezie Františka (1679–1718), uršulinka
- Maxmilián Karel (1681–1710), císařský komorník a říšský dvorní rada,[12] zemřel předčasně
- Eleonora Marie (1686–1753) provdala za svého bratrance, hesensko-rotenburského lantkraběte Arnošta II. Leopolda (1684–1749)
- dcera Marie Leopoldina (1689–1763) byla manželkou diplomata hraběte Konráda Zikmunda ze Starhembergu (1689–1727)
- Dominik Markvart (1690–1735), dědic knížecího titulu a majetku

### Majetek v českých zemích
Kromě statků v německých zemích jako první z Löwensteinů získal majetek v Čechách. V roce 1712 koupil v dražbě za 120 000 zlatých panství Bezdružice, kde také vzápětí potvrdil městská privilegia (1713). Ještě téhož roku přikoupil od Jana Josefa z Vrtby sousední panství Krasíkov s Cebiví a hrady Švamberk a Gutštejn. V návaznosti na tyto akvizice požádal kníže Löwenstein o udělení českého inkolátu, který mu byl udělen 6. května 1712 a stal se právoplatným obyvatelem Českého království. V rezidenční síti knížat Löwensteinů neměly statky v západních Čechách příliš velký význam, Maxmilián Karel ale již v roce 1714 založil v Bezdružicích textilní manufakturu a uvedl do provozu také sklárnu. Syn Dominik Markvart pak v roce 1720 koupil ještě panství Bor u Tachova, zdejší zámek se až po přestavbě v 19. století stal jedním z hlavních rodových sídel.